# Mozart (piłkarz)
Mozart, właśc. Mozart Santos Batista Júnior (ur. 8 listopada 1979 w Kurytybie) – brazylijski piłkarz polskiego pochodzenia grający na pozycji defensywnego pomocnika.

## Kariera klubowa
Mozart pochodzi z Kurytyby. Piłkarską karierę rozpoczął w tamtejszym klubie Athletico Paranaense. W kadrze pierwszego zespołu przebywał w latach 1997–1998, jednak nie zdołał zadebiutować w lidze. Trafił też na krótko do Girondins Bordeaux, ale zaliczył tam krótki pobyt i na początku 1999 roku został oddany do lokalnego rywala Athletico Paranaense, Coritiby i wtedy też zadebiutował w lidze brazylijskiej. Występował w pierwszym składzie zespołu i zajął z nim 13. pozycję w lidze. Po sezonie zainteresował się nim CR Flamengo i w 2000 roku Mozart zasilił szeregi tego klubu. We Flamengo zaliczył 14 występów, większość w wyjściowej jedenastce. Wywalczył mistrzostwo stanu Rio de Janeiro.
W 2000 Mozart wyjechał do Włoch i podpisał kontrakt z tamtejszą Regginą Calcio. W Regginie od początku zaczął występować w wyjściowym składzie. 16 grudnia zdobył swojego pierwszego gola w Serie A, w przegranym 2:6 meczu z SSC Napoli. Reggina spadła jednak z ligi i sezon 2001/2002 Mozart spędził grając w Serie B, ale już po roku klub z Reggio di Calabria ponownie występował w ekstraklasie Włoch, a Mozart został mianowany kapitanem zespołu. W 2003 roku pomógł zespołowi w utrzymaniu w lidze po play-off, a w 2004 roku Reggina bezpośrednio uniknęła degradacji. W Regginie Mozart występował także w sezonie 2004/2005 zajmując z klubem miejsce w środku tabeli. Ogółem dla włoskiego klubu zagrał 144 razy i strzelił 10 goli.
Latem 2005 Mozart za 6 milionów euro przeszedł do rosyjskiego Spartaka Moskwa. W Premier Lidze zadebiutował 11 września w wygranym 2:1 wyjazdowym meczu z Terekiem Grozny. W pierwszym sezonie w Spartaku nie grał jednak na wysokim poziomie z powodu kontuzji, ale w 2006 roku stał się liderem środka pomocy, który stworzył wraz z kapitanem Spartaka, Jegorem Titowem. Wystąpił w Lidze Mistrzów, doprowadził Spartak do finału Pucharu Rosji, a także do wicemistrzostwa kraju.
| Sezon     | Klub              | Kraj     | Rozgrywki                       | Mecze | Bramki |
| --------- | ----------------- | -------- | ------------------------------- | ----- | ------ |
| 1999      | Coritiba FBC      | Brazylia | Campeonato Brasileiro           | 18    | 0      |
| 2000      | CR Flamengo       | Brazylia | Campeonato Brasileiro           | 14    | 0      |
| 2000/01   | Reggina Calcio    | Włochy   | Serie A                         | 12    | 1      |
| 2001/02   | Reggina Calcio    | Włochy   | Serie B                         | 36    | 3      |
| 2002/03   | Reggina Calcio    | Włochy   | Serie A                         | 28    | 2      |
| 2003/04   | Reggina Calcio    | Włochy   | Serie A                         | 26    | 2      |
| 2004/05   | Reggina Calcio    | Włochy   | Serie A                         | 35    | 2      |
| 2005/06   | Reggina Calcio    | Włochy   | Serie A                         | 7     | 0      |
| 2005      | Spartak Moskwa    | Rosja    | Priemjer-Liga                   | 7     | 0      |
| 2006      | Spartak Moskwa    | Rosja    | Priemjer-Liga                   | 22    | 4      |
| 2007      | Spartak Moskwa    | Rosja    | Priemjer-Liga                   | 18    | 1      |
| 2008      | Spartak Moskwa    | Rosja    | Priemjer-Liga                   | 21    | 2      |
| 2009      | SE Palmeiras      | Brazylia | Campeonato Brasileiro           | 2     | 0      |
| 2009/2010 | AS Livorno Calcio | Włochy   | Serie A                         | 25    | 0      |
|           |                   |          | Łącznie w Campeonato Brasileiro | 34    | 0      |
|           |                   |          | Łącznie w Serie A               | 126   | 7      |
|           |                   |          | Łącznie w Premier Lidze         | 68    | 7      |

## Kariera reprezentacyjna
W 2000 roku Mozart pomógł reprezentacji Brazylii U-23 w zdobyciu mistrzostwa Ameryki Południowej. Wystąpił z nią też na Igrzyskach Olimpijskich w Sydney, jednak odpadł z „Canarinhos” w ćwierćfinale.